# Stoom- en gascentrale

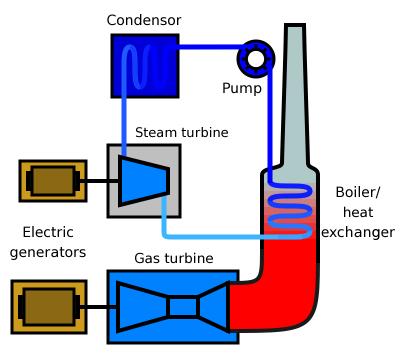
Werking van een STEG-centrale.

Een stoom- en gasturbine of afgekort STEG-centrale is een elektriciteitscentrale waarbij de tweede turbine (een stoomturbine) wordt aangedreven door de restwarmte van de eerste turbine (een gasturbine). Zo wordt een hoger rendement verkregen. De gasturbine wordt aangedreven door het verbranden van aardgas of door vergassing van steenkool en/of biomassa. De tweede turbine, de stoomturbine, wordt aangedreven door stoom die wordt verhit door de warmte van de gassen van de gasturbine. Vaak zitten de gas- en stoomturbine op dezelfde as en drijven ze dezelfde generator aan. Men spreekt dan vaak van een singleshaftconfiguratie. De stoomturbine levert vaak middels een synchronous self-shifting koppeling zijn vermogen aan de generator. Bij een multishaftconfiguratie hebben de gasturbine(s) en de stoomturbine(s) ieder een eigen generator.

## Rendement
Het rendement van een moderne STEG-centrale op maximaal vermogen bedraagt 60,65%. Bij een lager vermogen zakt het rendement echter met zo'n 10%.
In STEG-installaties waar tijdens het stookseizoen ook de restwarmte wordt benut door deze via warmtedistributie te gebruiken voor stadsverwarming, de verwarming van kassen en dergelijke, kan door deze warmte-krachtkoppelingen het totale rendement worden verhoogd tot boven de 80%. Ter vergelijking: een kolencentrale zonder kolenvergassing en warmte-krachtkoppeling haalt een rendement van omstreeks 40%. Een kerncentrale zonder warmte-krachtkoppeling heeft een rendement van typisch 33% a 37% (tot 45%). Dit heeft tot gevolg dat een kerncentrale of een kolencentrale een grotere hoeveelheid warmte via het koelwater in het milieu loost, tenzij dat koelwater, via warmte-krachtkoppeling, wordt gebruikt voor bijvoorbeeld stadsverwarming, hetgeen het totale rendement verhoogt. Een generator aangedreven door een dieselmotor heeft een rendement van circa 35%, zo'n kleine installatie kan ook voorzien zijn van een warmte-krachtkoppeling die in de industrie vaak het gehele jaar benut kan worden.

## Voor- en nadelen
De meeste elektriciteitscentrales op aardgas die in West-Europa gebouwd worden, zijn STEG-centrales. Daarvoor zijn behalve het rendement nog andere redenen. Kerncentrales liggen politiek gevoelig omdat het afvalprobleem niet zou zijn opgelost. Kolencentrales lozen meer rookgassen met koolstofdioxide, zwaveloxide, koolwaterstoffen en fijnstof. Er zijn technieken om dat te beperken, maar die vergen kostbare investeringen en het gebruik van chemicaliën. Een kolencentrale produceert ook meer as, waaronder vliegas. Het voordeel van een STEG-centrale is ook dat soepeler ingespeeld kan worden op de vraag naar piekstroom of het tijdelijk wegvallen van wind- en zonne-energie. Het nadeel is dat er via die back-up STEG centrale toch CO2 in de atmosfeer komt.
Van aardgas is de bekende ontginbare voorraad nog maar voor enkele decennia toereikend. STEG-centrales die draaien op vergassing van steenkool en/of biomassa zijn een recente ontwikkeling.

## Prijsverschillen
Door het hoge prijsverschil tussen aardgas en kolen ligt een groot aantal STEG-centrales op aardgas stil ten gunste van verouderde kolen- en bruinkoolcentrales zonder STEG. De uitfasering van de Nederlandse en Duitse kolencentrales en de Belgische en Duitse kerncentrales bestaat de kans dat deze STEG-centrales weer opgestart kunnen gaan worden om de productiecapaciteit op peil te houden.